# Bridget et Jerome Dobson
Bridget et Jerome Dobson sont des scénaristes et dialoguistes américains spécialisés dans le genre du « soap opera ». Ils sont spécialement connus pour être les auteurs de la série télévisée Santa Barbara.
Bridget Hursley est la fille de Frank and Doris Hursley. Elle a épousé Jerome Dobson en 1961.
En 1975, ils ont été engagés en tant que scénaristes de la série Guiding Light. 
Par la suite, ils ont été remarqués pour avoir contribué à la série As the World Turns.
En 1984 a débuté sur la chaine NBC la série Santa Barbara, dont ils ont créé la trame scénaristique et les personnages. Ils ont travaillé sur le scénario de la série jusqu'en 1988, date à laquelle un conflit les a opposés à leur dialoguiste-chef, Anne Howard Bailey. Un procès retentissant a eu lieu, qui s'est soldé à l'amiable en 1991 : le couple a pu retourner travailler sur la série jusqu'à son arrêt en 1993, en accord avec NBC et moyennant un accord amiable avantageux.